# Joseph and the Amazing Technicolor Dreamcoat
Joseph and the Amazing Technicolor Dreamcoat est la deuxième comédie musicale née de la collaboration du compositeur Andrew Lloyd Webber et du parolier Tim Rice. Elle a été jouée pour la première fois dans un format allégé pour une école le 1er mars 1968.

## Histoire
L'histoire de Joseph and the Amazing Technicolor Dreamcoat est basée sur celle du « manteau multicolore » de Joseph dans la Bible. Parmi les douze fils de Jacob, Joseph est son préféré, ce qui lui vaut le cadeau d'un magnifique manteau multicolore. Ceci ayant fini par attiser la jalousie de ses frères, ces derniers emmènent Joseph dans le désert, où ils le jettent dans un puits. À leur père Jacob, ils racontent que Joseph est mort en se battant comme un héros. Mais en fait, il fait la rencontre de nombreuses personnes, pour finalement devenir le bras droit du Pharaon.

## Numéros musicaux
| Acte I - Prologue – Narrateur - Any Dream Will Do – Joseph et les enfants - Jacob and Sons – Narrateur, Frères, Ensemble - Joseph's Coat – Jacob, Narrateur, Joseph, Frères, Femmes, Ensemble - Joseph's Dreams – Narrateur, Frères, Joseph - Poor, Poor Joseph – Narrator, Joseph, Frères - One More Angel in Heaven – Reuben, femme de Reuben, Frères, Wives, Jacob - Potiphar – Narrateur, Potiphar, Mrs. Potiphar, Joseph, Ensemble - Close Every Door – Joseph et la troupe - Go, Go, Go Joseph – Narrateur, Joseph, Butler, Baker, Ensemble | Acte II - Pharaoh's Story – Narrator, Ensemble - Poor, Poor Pharaoh – Narrator, Butler, Pharaoh, Femme - Song of the King – Pharaoh, Ensemble - Pharaoh's Dream Explained – Joseph, Ensemble - Stone the Crows – Narrator, Pharaon, Joseph, Ensemble féminin - King of My Heart – Pharaoh - Those Canaan Days – Simeon, Jacob, Brothers - The Brothers Come To Egypt/Grovel, Grovel – Narrateur, Frères, Joseph, Ensemble féminin - Who's the Thief? – Narrateur, Joseph, Ensemble - Benjamin Calypso – Judas, Frères, Ensemble - Joseph All the Time – Narrateur, Joseph, Frères, Ensemble - Jacob in Egypt – Ensemble - Any Dream Will Do (Reprise) – Joseph, Narrateur, Ensemble - Joseph Megamix – La troupe |

## Nominations et récompenses

### Production originale de Broadway
| Année | Récompense       | Catégorie                                           | Nomination                      | Résultat   |
| ----- | ---------------- | --------------------------------------------------- | ------------------------------- | ---------- |
| 1982  | Tony Award       | Best Musical                                        | Best Musical                    | Nomination |
| 1982  | Tony Award       | Best Book of a Musical                              | Tim Rice                        | Nomination |
| 1982  | Tony Award       | Best Original Score                                 | Andrew Lloyd Webber et Tim Rice | Nomination |
| 1982  | Tony Award       | Best Performance by a Featured Actor in a Musical   | Bill Hutton                     | Nomination |
| 1982  | Tony Award       | Best Performance by a Featured Actress in a Musical | Laurie Beechman                 | Nomination |
| 1982  | Tony Award       | Best Choreography                                   | Tony Tanner                     | Nomination |
| 1982  | Drama Desk Award | Outstanding Musical                                 | Outstanding Musical             | Nomination |
| 1982  | Drama Desk Award | Outstanding Featured Actress in a Musical           | Laurie Beechman                 | Nomination |
| 1982  | Drama Desk Award | Outstanding Director of a Musical                   | Tony Tanner                     | Nomination |

### Reprise à Londres (1991)
| Année | Récompense             | Catégorie                  | Nomination           | Résultat   |
| ----- | ---------------------- | -------------------------- | -------------------- | ---------- |
| 1992  | Laurence Olivier Award | Best Musical Revival       | Best Musical Revival | Nomination |
| 1992  | Laurence Olivier Award | Best Actor in a Musical    | Jason Donovan        | Nomination |
| 1992  | Laurence Olivier Award | Best Actress in a Musical  | Linzi Hateley        | Nomination |
| 1992  | Laurence Olivier Award | Best Director of a Musical | Steven Pimlott       | Nomination |
| 1992  | Laurence Olivier Award | Best Theatre Choreographer | Anthony Van Laast    | Nomination |
| 1992  | Laurence Olivier Award | Best Set Designer          | Mark Thompson        | Lauréat    |

### Reprise à Londres (2003)
| Année | Récompense             | Catégorie            | Nomination           | Résultat   |
| ----- | ---------------------- | -------------------- | -------------------- | ---------- |
| 2004  | Laurence Olivier Award | Best Musical Revival | Best Musical Revival | Nomination |